# Ley de White

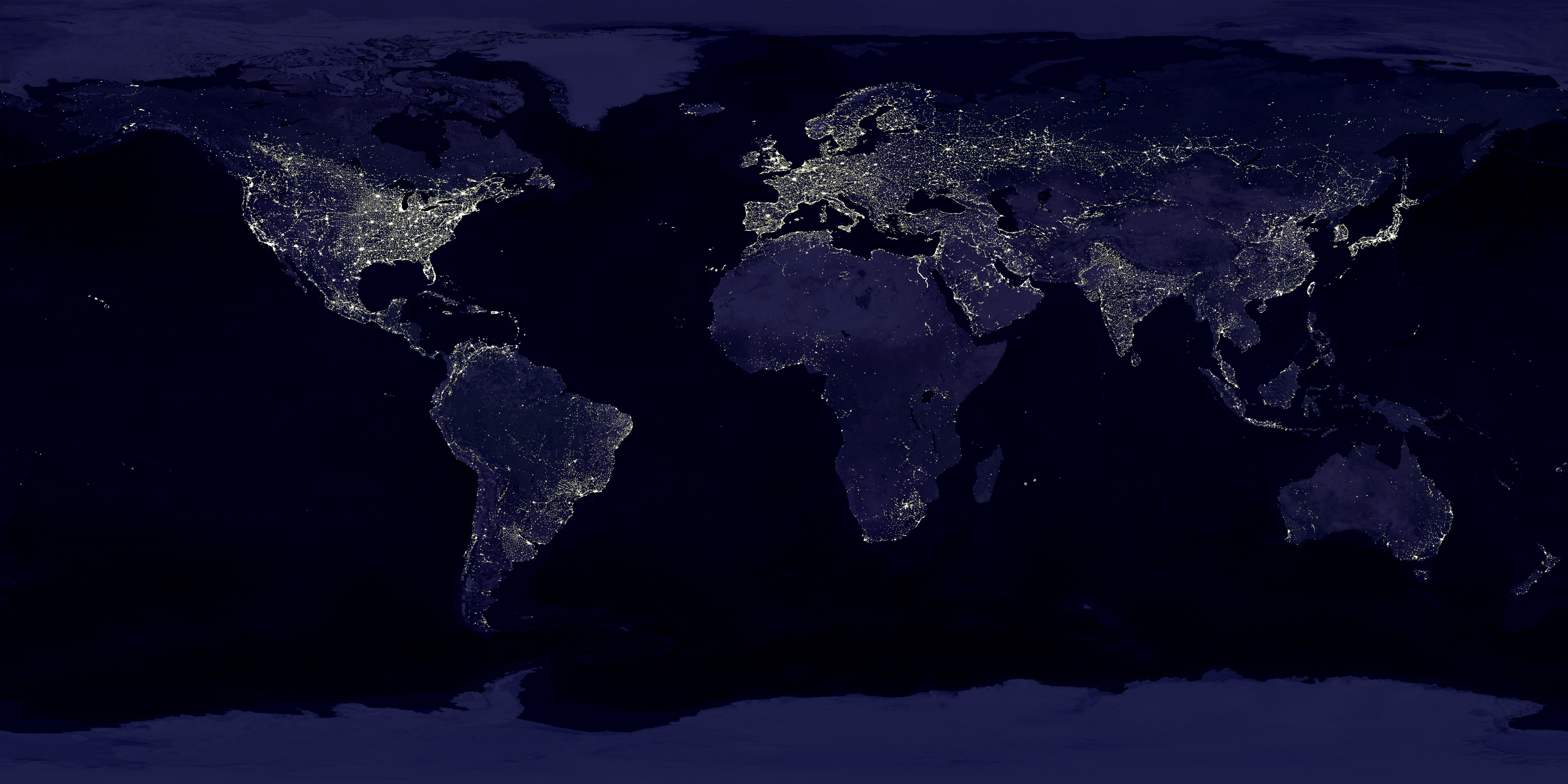
Imagen compuesta de la Tierra en la noche, creada por la NASA y NOAA. Las áreas más brillantes de la Tierra son las más urbanizadas, pero no necesariamente las más pobladas. Incluso más de 100 años después de la invención de la luz eléctrica, algunas regiones permanecen escasamente pobladas y apagadas.

La ley de White, llamada así por Leslie White y publicada en 1943, establece que, si otros factores permanecen constantes, "la cultura evoluciona a medida que aumenta la cantidad de energía per cápita por año, y la eficiencia de los medios instrumentales de utilizar la energía se incrementa".

## Planteamiento
White habló de la cultura como un fenómeno humano en general, y afirmó no hablar de "culturas" en plural. Su teoría, publicada en 1959 en La evolución de la cultura: el desarrollo de la civilización hasta la caída de Roma, reavivó el interés en el evolucionismo social y se le cuenta entre los neoevolucionistas. Creía que la cultura, es decir, la suma total de toda la actividad cultural humana en el planeta, estaba evolucionando. White distinguió entre tres componentes de la cultura: tecnológico, sociológico e ideológico, y argumentó que era el componente tecnológico el que desempeña un papel principal o es el principal factor determinante responsable de la evolución cultural. El enfoque materialista de White es evidente en la siguiente cita: "el hombre como especie animal y, en consecuencia, la cultura en su conjunto, depende de los medios materiales y mecánicos de adaptación al entorno natural". Este componente tecnológico puede describirse como instrumentos materiales, mecánicos, físicos y químicos, así como la forma en que las personas utilizan estas técnicas. El argumento de White sobre la importancia de la tecnología es el siguiente:
1. La tecnología es un intento de resolver los problemas de supervivencia.
2. Este intento en última instancia significa capturar suficiente energía y desviarla para las necesidades humanas.
3. Las sociedades que capturan más energía y la usan de manera más eficiente tienen una ventaja sobre otras sociedades.
4. Por lo tanto, estas diferentes sociedades están más avanzadas en un sentido evolutivo.

Para White, "la función primaria de la cultura" y la que determina su nivel de avance es su capacidad de "aprovechar y controlar la energía". La ley de White establece que la medida por la cual juzgar el grado relativo de evolución de la cultura es la cantidad de energía que podría captar (consumo de energía).
White diferencia entre cinco etapas del desarrollo humano. En la primera, las personas usan la energía de sus propios músculos. En la segunda, utilizan energía de animales domesticados. En la tercera, usan la energía de las plantas (por lo que White se refiere aquí a la revolución agrícola). En la cuarta, aprenden a usar la energía de los recursos naturales: carbón, petróleo, gas. En la quinta, aprovechan la energía nuclear. White introdujo una fórmula
   C = E T
Donde E es una medida de la energía consumida per cápita por año, T es la medida de la eficiencia de los factores técnicos que utilizan la energía y C representa el grado de desarrollo cultural. En sus propias palabras: "la ley básica de la evolución cultural" era "la cultura evoluciona a medida que aumenta la cantidad de energía per cápita por año, o a medida que aumenta la eficiencia de los medios instrumentales de poner la energía en funcionamiento". Por lo tanto, "nos encontramos con que el progreso y el desarrollo se ven afectados por la mejora de los medios mecánicos con los que se aprovecha y pone en funcionamiento la energía, así como al aumentar las cantidades de energía empleadas".
Aunque White no llega a prometer que la tecnología es la panacea para todos los problemas que afectan a la humanidad, como hacen los utópicos tecnológicos, su teoría considera que el factor tecnológico es el factor más importante en la evolución de la sociedad y es similar a los trabajos posteriores de Gerhard Lenski, la teoría de la escala de Kardashev del astrónomo ruso, Nikolai Kardashev y algunas nociones de singularidad tecnológica.